# Christoph Thiele
Christoph Thiele (Bielefeld, 1968) é um matemático alemão, que trabalha com análise harmônica.
Após completar a graduação na Universidade Técnica de Darmstadt e na Universidade de Bielefeld, obteve um Ph.D. em 1995 na Universidade Yale, orientado por Ronald Coifman. Após trabalhar algum tempo na Universidade da Califórnia em Los Angeles, onde ascendeu a professor pleno, ocupou a Hausdorff Chair da Universidade de Bonn.
É conhecido por trabalho (juntamente com Michael Lacey) sobre a transformada de Hilbert bilinear e por fornecer uma prova simplificada do teorema de Carleson; a técnica desta prova influenciou profundamente a área da análise tempo-frequência. Recebeu o Prêmio Salem de 1996, foi palestrante convidado do Congresso Internacional de Matemáticos em Pequim (2002) e é fellow da American Mathematical Society.

## Publicações selecionadas
- Lacey, Michael T. (2004), «Carleson's theorem: proof, complements, variations», Publicacions Matemàtiques, 48 (2): 251–307, MR 2091007, arXiv:math/0307008, doi:10.5565/publmat_48204_01
- Lacey, Michael; Thiele, Christoph (2000), «A proof of boundedness of the Carleson operator», Mathematical Research Letters, 7 (4): 361–370, MR 1783613, doi:10.4310/mrl.2000.v7.n4.a1, arquivado do original em 5 de julho de 2008